# El anciano (Léon Pourtau)
El anciano es una obra de Léon Pourtau que se conserva en el Museo Soumaya de la Ciudad de México.

## Contexto
Esta obra fue producida dentro del contexto de la derrota de la República Francesa ante el Imperio Alemán luego de la guerra franco-prusiana. Pourtau fue discípulo de Seurat, por lo que en esta obra hay influencia del puntillismo y el divisionismo. Dicha técnica implicaba una pincelada diferenciada en cada color para que el espectador forme la imagen colorida a través de su propia visión en la captación de colores puros, sin impurezas.
La técnica ocupada por Pourtau para lograr un contraste entre la oscuridad y el colorido distinguible en la obra es el óleo por empaste, la cual implica la aplicación de capas densas de pintura a través del pincel. Esta obra es cercana al expresionismo alemán. La gama oscura de la obra refleja la época trágica de Francia que se vive a finales del siglo XIX.

## Descripción
Esta obra representa a un anciano en una calle desierta de Francia, en toque de queda por la ocupación prusiana. El personaje va en muletas, probablemente con una herida física. La escena es iluminada por el estallido de una bomba que produce un color amarillo intenso que rompe la oscuridad de la noche.

## Galería

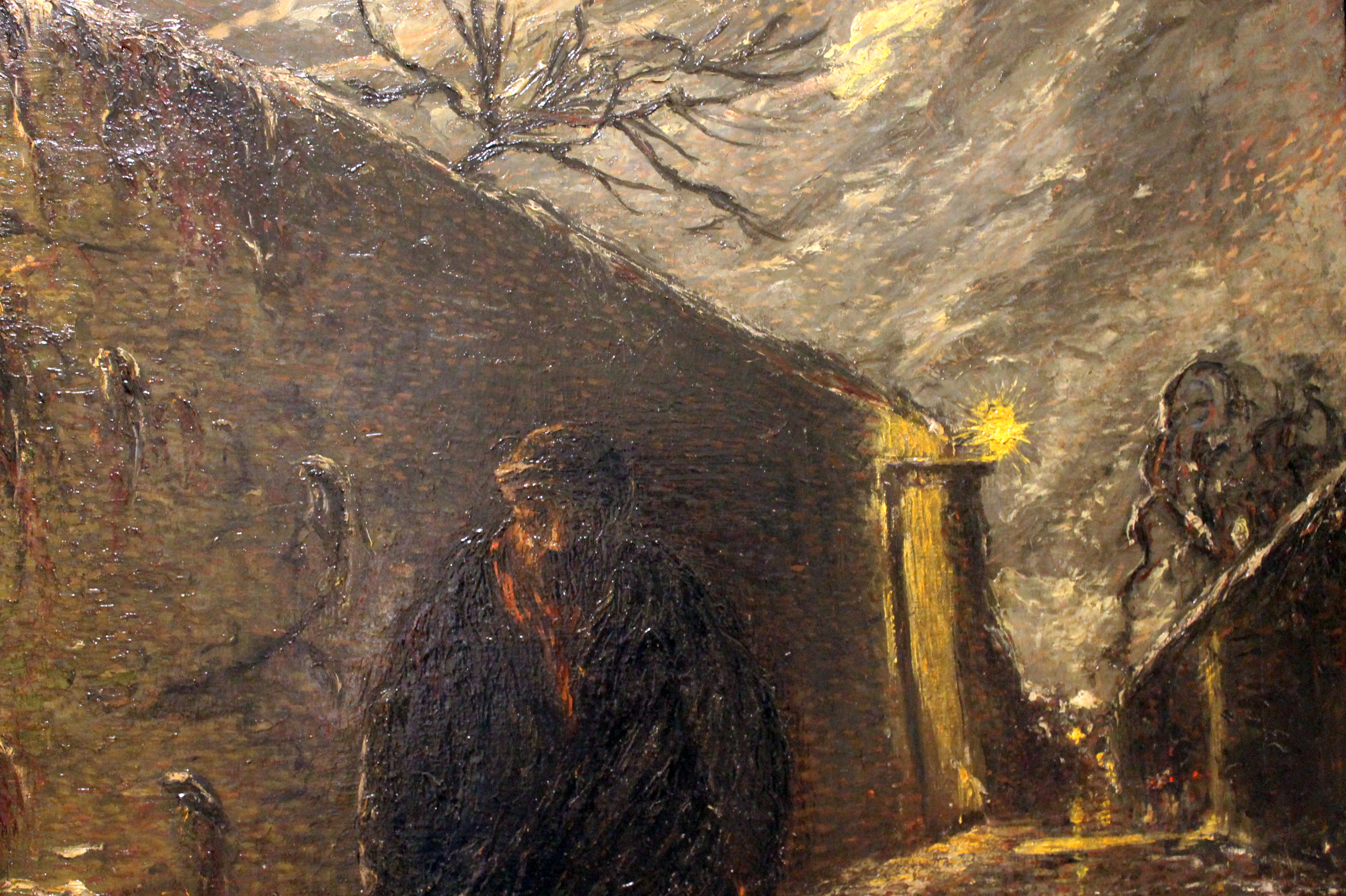
Detalle de la obra
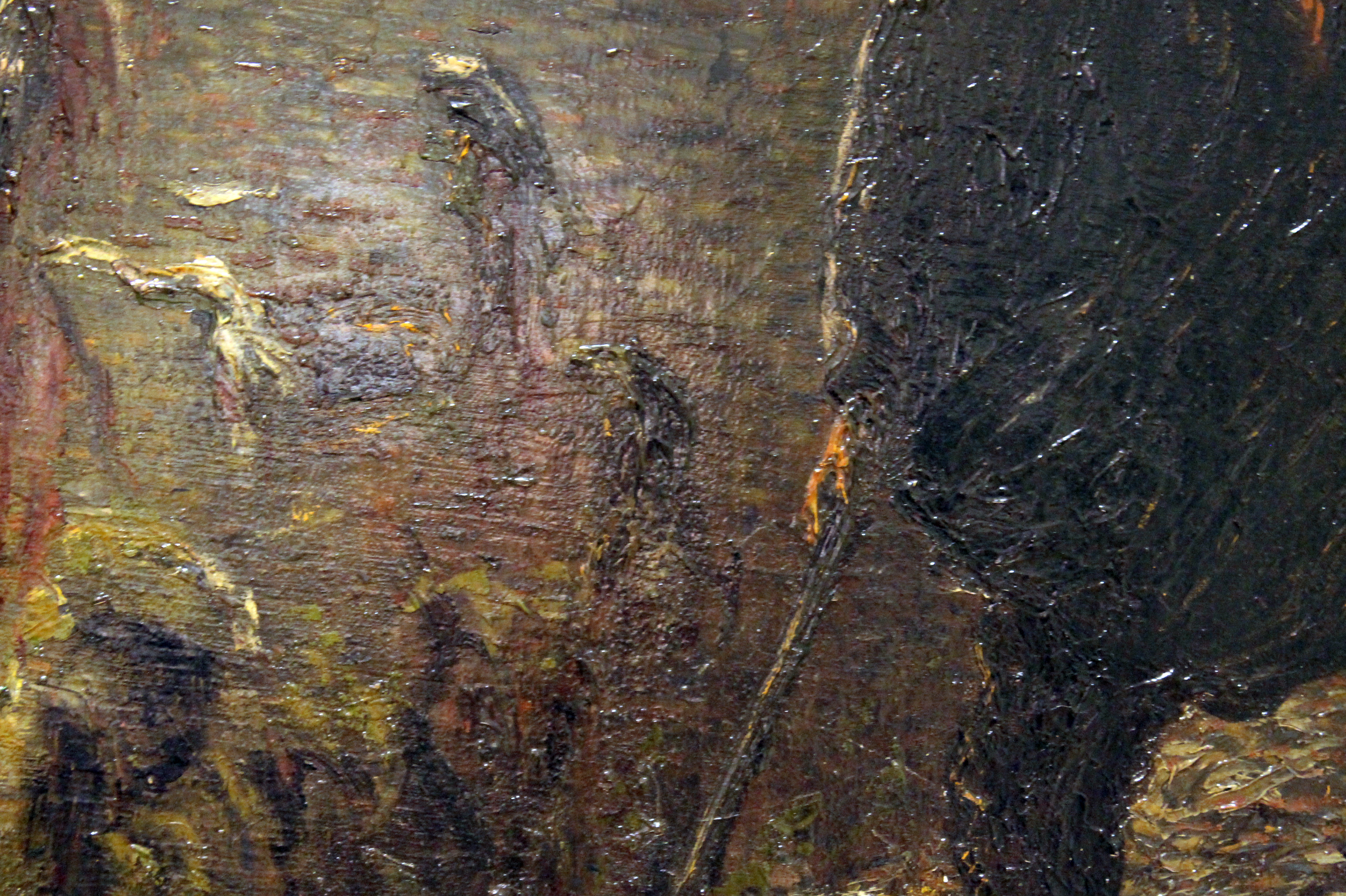
Detalle de la obra